# Дурмитор
Дурмитор је планина и национални парк у Црној Гори. Највиши врх је Боботов кук висок 2.523 m.
Сматра се да име Дурмитор потиче од келтских речи „дру ми торе“ које значе „планина пуна воде“.
Предели Дурмитора, по лепоти и неокрњености ретко и аутентично дело природе, проглашени су националним парком 1952. године. Смештен на северозападу Црне Горе, парк обухвата основни масив Дурмитора са кањонима Таре, Драге и Сушице и горњи део кањонске долине Комарнице, заузимајући површину од 39.000 ha.
Основна одлика рељефа дурмиторског подручја јесте пространа висораван на 1500 m надморске висине, коју пресецају дубоке кањонске долине и са које се уздижу импозантни планински врхови, од којих је 48 са преко 2000 m надморске висине и међу њима највиши Боботов Кук са 2523 m.
Лепоти дурмиторског масива посебну драж даје 18 ледничких језера, названих горске очи, на висинама изнад 1500 m. Највеће и најатрактивније је Црно језеро. Величанствености пејзажа доприносе, поред лепоте језерског басена и блиставе водене површине, пространи шумски предео који га окружује и врх Међеда, горостасно уздигнут над њим. Удаљено је 2 km од планинског градића Жабљака, зимског туристичког центра Црне Горе.
Међу најлепшим украсима парка су и бистре, силовите реке које су овом подручју подариле велелепне кањонске долине. Посебно импресионира река Тара, како лепотом и покретом својих вода, тако и дубином и пејзажем кањона, чинећи га једним од најлепших у свету.
По богаству флоре и фауне, сложености екосистема, заступљености преко 1300 врста васкуларних биљака што представља изузетну концентрацију са великим бројем ендемичних и реликтних врста, Дурмитор представља изузетну природну вредност и трајну инспирацију научника и љубитеља природе.
Дурмиторски национални парк обилује значајним бројем споменика културе од античког периода до најновијег доба. Најкарактеристичнији су средњовековни споменици: развалине градова и утврђења, мостови и карауле, некрополе и манастирски комплекси у долини реке Таре.
Сва раскош природних лепота, амбијенталних и културних вредности Дурмитора и реке Таре, преовладала је да се национални парк Дурмитор уврсти у списак Светске културне и природне баштине, одлуком Међународног комитета за Светску културну и природну баштину, у Паризу 1980. године, док је река Тара и њена кањонска долина, УНЕСКО-вим програмом Човек и биосфера 1977. године уврштена у светске еколошке резерве биосфере.
Кањон Таре, као јединствена појава по својој дубини од 1.000, а местимично и 1.300 m, сврстава се одмах иза Великог кањона ријеке Колорадо у САД. Има ток од 150 km и најдужа је река Црне Горе. На делу тока кроз национални парк Дурмитор ријека Тара има просјечан пад од 3,6 m/km, па се формирају букови и брзаци који су својом љепотом употпунили амбијент нетакнуте природе.

## Фосилни глацијални рељеф
Према Јовану Цвијићу, Дурмитор је био центар области са најјачом плеистоценом глацијацијом на Балканском полуострву. То је била област североисточног дела данашње Црне Горе.
На овој планини постоји 12 већих фосилних циркова. Највећи је цирк Шкрке са ширином од 1 km, у подножју Шарених пасова. Из њега је полазио ледник дебљине 350 m. Познат је и цирк Горња Алишница. У неким цирковима заостала су глацијална језера чији су басени касније модификовани крашком ерозијом у кречњацима. Дурмиторски циркови налазе се на око 1900 m, док је висина снежне границе била 1700–1800 m. Сав простор изнад 1700 m надморске висине био је под ледом, а то је око 230 km².
На Језерској површи, у области Црног језера, постојао је велики (140 km²) суподински ледник у виду пространог леденог покривача. Њега је образовало неколико ледничких језика, који су се спајали на овој површи. Као доказ његовог постојања наталожена је велика количина донетог моренског материјала, која достиже дебљину и до 60 m. Од овог ледника одвајало се више краћих и два дужа ледника: Жабљачки и Пошћански.
Жабљачки ледник почињао је од Црног језера. Његова укупна дужина, са Алишничким који га је хранио, била је 21 km.
Од Дурмиторског гребена, према југу, кретало се више ледничких језика. Чела тих ледника силазила су до 1000 m, одакле су се стропоштавали у кањон Комарнице. То су били висећи ледници. Разлог ретке појаве морена на осталом простору Дурмитора је управо висећи карактер ледника. Моренски материјал се, заједно са ледом, стропоштавао у кањонске долине Таре, Пиве и Комарнице. Овај материјал реке су захватале, транспортовале га и таложиле на местима смањене брзине воде. Такво место је место саставка Пиве и Таре.
У моренском материјалу на Језерској површи образовало се 16 већих и десетак мањих језера. Ово је мали број у поређењу са Рилом (189 ледничких језера). Разлог за то је кречњак Дурмитора и његова пропустљивост за воду.

## Галерија
- Језеро у склопу националног парка